# Coaja
Coaja – wieś w Rumunii, w okręgu Hunedoara, w gminie Vorța. W 2011 roku liczyła 89 mieszkańców.